# Льоренкі
Льоренкі (пол. Lorenki) — село в Польщі, у гміні Зґеж Зґерського повіту Лодзинського воєводства.
Населення — 138 осіб (2011).

## Демографія
Демографічна структура станом на 31 березня 2011 року:
|          | Загалом | Допрацездатний вік | Працездатний вік | Постпрацездатний вік |
| -------- | ------- | ------------------ | ---------------- | -------------------- |
| Чоловіки | 65      | 12                 | 46               | 7                    |
| Жінки    | 73      | 17                 | 38               | 18                   |
| Разом    | 138     | 29                 | 84               | 25                   |